# Dorogórskoie
Dorogórskoie (en rus: Дорогорское) és un poble de l'óblast d'Arkhànguelsk, a Rússia, segons el cens del 2012 tenia 490 habitants.